# Baccarat, Meurthe-et-Moselle
Baccarat är en kommun i departementet Meurthe-et-Moselle i regionen Grand Est (tidigare regionen Lorraine) i nordöstra Frankrike. Kommunen ligger i kantonen Baccarat som tillhör arrondissementet Lunéville. År 2022 hade Baccarat 4 107 invånare.
Staden är främst känd för det 1764 grundade kristallglasföretaget Baccarat.

## Befolkningsutveckling
Antalet invånare i kommunen Baccarat
| Referens: INSEE |